# Феодосийская женская гимназия
Феодосийское женское училище, с 1871 года Феодосийская женская гимназия — среднее учебное заведение в Феодосии в Таврической губернии Российской империи. Существовала с 1866 по 1920 годы.

## История

### Феодосийское женское училище
14 сентября 1866 года в Феодосии в присутствии граждан города, а также директора Симферопольской мужской гимназии Е. Л. Маркова было открыто женское училище 1-го разряда. Его организация прошла при содействии дворянок Любови Петровны Соковниной и Марии Лулудаки, а также феодосийского общества, предоставившего пожертвования: городского головы С. А. Крыма, штатного смотрителя И. Лютынского, городского врача С. Розенблюма, купцов О. Алтунджи и И. Тренина.
Попечительницей женского училища 1-го разряда была утверждена Л. П. Соковнина.  В попечительский совет вошли: от дворян — И. К. Айвазовский, от купечества — Л. А. Дуранте.
Училище открылось в составе 3-х классов и приготовительного класса. В 1867 году был открыт четвёртый; в 1868 году — пятый, в 1870 году — шестой, в 1872 году — седьмой и в 1880 году — благодаря поддержке попечительского совета открыт восьмой дополнительный педагогический класс. На 1 января 1867 года в заведении насчитывалась 81 учащаяся, из них в приготовительном классе — 28, первом — 26, втором — 13 и третьем — 14.

### Феодосийская женская гимназия
В 1871 году училище было преобразовано в Феодосийскую женскую гимназию, соответствующую по читаемым курсам полной (министерской) программе. По положению 1870 года выпускница 7 класса получала диплом начальной учительницы, восьмого класса — домашней учительницы, медалистки получали диплом домашней наставницы.
К началу 1881 года число учащихся достигло 165 девочек. Значительную часть составляли православные (72,5 %), из городского сословия (51 %) и из дворян (36,9 %). В программе преподавания значились: Закон Божий, русский язык, математика, история, география, физика и естественная история, французский язык, рукоделие, рисование, пение, гимнастика. Оценивание было пятибалльным.
По ходатайству члена попечительского совета С. А. Крыма город выделил 40 тыс. руб. на постройку для неё здания. В 1894 году новое здание было открыто, что позволило увеличить число обучающихся, среди которых были дочери дворян, купечества, военных чинов. Феодосийское земство взяло на себя обязанность финансировать бесплатное обучение грамоте в гимназии дочерей уездных поселян и бедных городских мещан. Здание располагалось на Александровской площади и Екатерининском проспекте, ныне проспект Айвазовского. В 1900 году в заведении обучалось уже около 400 учениц.
В здании женской гимназии в 1913 году бывали на литературных встречах сестры Марина и Анастасия Цветаевы.
История крымских гимназий завершилась 27 ноября 1920 года, когда Крымревком издал приказ № 57 о перестройке работы учебных заведений Крыма. Преемником Феодосийской женской гимназии в советское время стала Феодосийской школа № 1 им. Кирова, которая расположилась в её здании. Во время войны это здание сгорело, на его фундаменте в 1960-х годах было построено здание кинотеатра «Крым».

### Финансирование
Согласно положению 1870 года женское гимназические обучение было платным. Первоначально плата за учение за обязательные предметы была 25 рублей в год, за необязательные — 10 рублей. В 1875 году плата за учение увеличилась до 35 рублей за обязательные предметы в первых 3-х классах, а в остальных до 40 рублей. В 1879 году она составила в первых 3-х классах до 45 рублей, в старших — до 50 рублей. За необязательные предметы плата за учение осталась прежней — 10 рублей. В приготовительном классе первоначально плата за учение с учениц не взималась и только с 1879 года была определена в размере — 25 рублей в год.
Пособие от правительства гимназия начала получать со времени преобразования женских училищ в гимназии и прогимназии, то есть с 1870 года. В разные годы максимальный размер пособия составлял 2000 рублей (1872, 1874 и 1875 годы), а минимальный — 1360 рублей (с 1878 по 1880 годы). Пособие от города, губернских и уездных земств увеличивалось, начиная с 1000 рублей в 1869 году до 3000 рублей в 1880 году. Проценты с капитала гимназии состояли из 5000 рублей, пожертвованных М. Лулудаки, и 4500 рублей, вырученных от продажи участка земли с ветхими постройками, подаренного городом для постройки нового здания гимназии. Непостоянные доходы включали сбор со спектаклей, лотерей-аллегри, концертов и разные пожертвования, максимальный размер которых составил 1632 рубля в 1869 году.

### Материальная база
Обустройством здания, выделением денежных средств на развитие гимназии, выпиской необходимых учебных пособий, определением жалованья служителям занимался попечительский совет во главе со следующим городским головой Н. А. Султан-Крым-Гирей. С момента открытия гимназии С. А. Крым и Н. А. Султан-Крым-Гирей представляли интересы гимназии в городской думе и земском собрании. С. А. Крым длительное время жертвовал на гимназию 10 % своего жалованья. Значительные пожертвованы были сделаны И. Книшевым, М. Лулудаки , И. Гамматиковым , В. Рукавишниковым для оплаты за обучение ученицам гимназии.
В 1880 году книжный фонд фундаментальной библиотеки состоял из 211 названий в 316 томах, а ученической — из 192 названий в 299 томах. Учебных пособий насчитывалось в физическом (65) и естественном (10) кабинетах. Поскольку преподавателями по физике и естественной истории состояли лица, служившие в Феодосийской мужской прогимназии или Феодосийском учительском институте, где кабинеты физический и естественный были полнее, преподаватели брали их там на время занятий.

### Воспитательная работа
С целью нравственного воспитания учениц гимназии, педагогический совет определил обязанности классных надзирательниц: 1) постоянный надзор за порядком до начала уроков, во время перемен, а также при выходе учениц из гимназии после уроков, 2) наблюдение за опрятностью учениц в костюме, аккуратностью пользования учебными книгами, пособиями и своевременным ведением тетради для записывания уроков; 3) надзирают за поведением учениц во время уроков; 4) помогают ученицам в приготовлении уроков; 5) помогают начальнице гимназии в надзоре за ученицами вне школы, особенно в церкви.
Для учениц Феодосийской женской гимназии были установлены дисциплинарные взыскания, а именно: за проступки: 1) выговор наедине, 2) выговор перед целым классом, 3) выговор перед всей гимназией, 4) стояние на месте или у доски, 5) увольнение из гимназии временное или постоянное. За леность: 1) назначение особых занятий на дом в праздничные или воскресные дни; 2) оставление в гимназии на час после уроков или же в праздники с обязательной работой.

## Начальницы гимназии
- М. К. Мищенко,
- А. З. Панюкина,
- Е. Н. Алферова,
- с 1876   — М. Ф. Котляревская (прослужила в этой должности четверть века)[3].

## Известные преподаватели
- Ретовский, Отто Фердинандович — российский энтомолог и нумизмат. Преподавал немецкий язык[4].
- Дембовецкий, Василий Эдуардович — русский поэт серебряного века, учёный-филолог, педагог. С 1911 года преподавал русскую словесность, параллельно работал в Феодосийском учительском институте.
- Вера Матвеевна Гергилевич (Нич) (1878—1918) — классная дама и классная надзирательница в мужской и женской гимназиях Феодосии. 23 августа 1905 год в Феодосии она открыла частную женскую гимназию Гергилевич[5].

## Известные выпускницы
- В. И. Мухина, советский скульптор-монументалист. Посещала гимназию до 1904 года, до смерти отца, в ней получила первые уроки живописи[6].